# Carla Toscano
Carla Toscano de Balbín (Madrid, 14 de novembro de 1977) é uma política espanhola, sendo deputada no Congresso dos Deputados pelo Vox desde maio de 2019.

## Biografia
Nasceu e cresceu em Madrid. Frequentou a Universidade Complutense de Madrid onde se licenciou em direito e fez mestrado em linguística. Trabalhou no campo da ajuda humanitária antes de entrar na política.
Durante as eleições gerais espanholas de abril de 2019, foi eleita para o Congresso dos Deputados pelo círculo eleitoral de Madrid. Foi reeleita nas eleições gerais de novembro de 2019. Politicamente, definiu as suas crenças como "família, liberdade, patriotismo". No Vox, atua como porta-voz do partido em questões de género e igualdade. Nessa função, ela denunciou a lei espanhola de violência de género e o feminismo, comparando-a a discriminação positiva (o ato de favorecer intencionalmente uma minoria racial em detrimento de uma maioria racial) ao marxismo. Pediu ao governo espanhol para acabar com a lei de violência de género, argumentando que "a violência não tem sexo" e afirma que a lei permite falsas acusações contra os homens. Junto com outros políticos do Vox, ela apoia a abolição das comunidades autónomas da Espanha e pede a recentralização do país.